# Étienne d'Hotelans
Étienne Broch d'Hotelans, né à Chénas (Rhône) le 6 juin 1879 et mort pour la France à Châtelet-sur-Retourne (Ardennes) le 1er septembre 1914, est un capitaine d'infanterie coloniale. 
Porté disparu le 1er septembre 1914, son corps est retrouvé et identifié en 2020.

## Biographie

### Famille
Marie Jean Fernand Étienne Broch d'Hotelans est le fils cadet de Marie Arthur Octave Broch d'Hotelans (1849-1927) et de Claire-Virginie Delahante (ou de La Hante, 1850-1910).
Enterrés à Besançon dans le caveau familiale.
Il a un frère aîné, Marie Hilaire Philippe Henry (1877-1937).
Il est issu d'une famille de l'ancienne noblesse, originaire de Franche-Comté.

### Carrière militaire
Saint-Cyrien de la promotion du Tchad (1900-1902), Étienne d'Hotelans choisit de servir dans l'infanterie coloniale.
Promu sous-lieutenant en 1902, puis lieutenant en 1904, il participe à plusieurs campagnes coloniales.
Ainsi, il prend part aux campagnes du Tonkin de mai 1904 à août 1906 et du Maroc de février 1909 à mars 1911 puis de février 1913 à août 1914.
Il est blessé d'un coup de feu à l'épaule gauche le 25 mars 1914 à l'attaque du camp de Zrarda (Maroc), et est promu capitaine le 23 juin 1914.
Lorsqu'éclate la Première Guerre mondiale, il est affecté au régiment d'infanterie coloniale du Maroc le 9 août 1914, et plus particulièrement au 9ème bataillon colonial du Maroc comme adjudant-major.
Il débarque à Sète le 17 août 1914 avec son unité pour combattre sur le front français.
Le capitaine d'Hotelans prend part aux combats de Châtelet-sur-Retourne (Ardennes), le 1er septembre 1914.
Pris sous un important bombardement, il est porté disparu et est déclaré « Tué à l'ennemi » ainsi que « Mort pour la France ».

### Découverte de son corps 106 ans après sa disparition
En 2020, lors d'un chantier archéologique préventif à Châtelet-sur-Retourne, dans une tranchée les corps de 14 poilus de la Grande guerre sont retrouvés, dont 5 sont identifiés et, parmi eux, celui du capitaine Étienne d'Hotelans.
Il est ré-inhumé dans un caveau familial à Chénas, son village maternel, en 2021 après un hommage public.

## Vie privée
Étienne d'Hotelans était célibataire, sans enfant.

## Hommages
- à Besançon -  Monument aux morts
- à Besançon -  Le manuscrit du monument aux morts 1914-1918
- à Besançon -  Livre d'Or des habitants de Besançon, Morts pour la France
- à Besançon -  Plaque église Sacré Cœur
- à Besançon -  Livre d'Or du ministère des pensions
- à Chénas -  Monument aux morts[8]

Tableaux d'honneur de la Grande Guerre

## Décorations
Étienne d'Hotelans est récipiendaire des décorations suivantes, :
- Chevalier de la Légion d'honneur à titre posthume (arrêté du 20 novembre 1914)[9],[6] ;
- Croix de guerre 1914–1918, palme de bronze (citation posthume à l'ordre de l'armée du 29 octobre 1914) ;
- Médaille coloniale avec agrafe Maroc (1er décembre 1913) ;
- Médaille commémorative du Maroc avec agrafes Casablanca et Maroc (1er décembre 1913) ;
- Médaille d'honneur des épidémies (17 mai 1910) ;
- Officier du Ouissam alaouite (Maroc) (8 juillet 1914).